# Amalécites

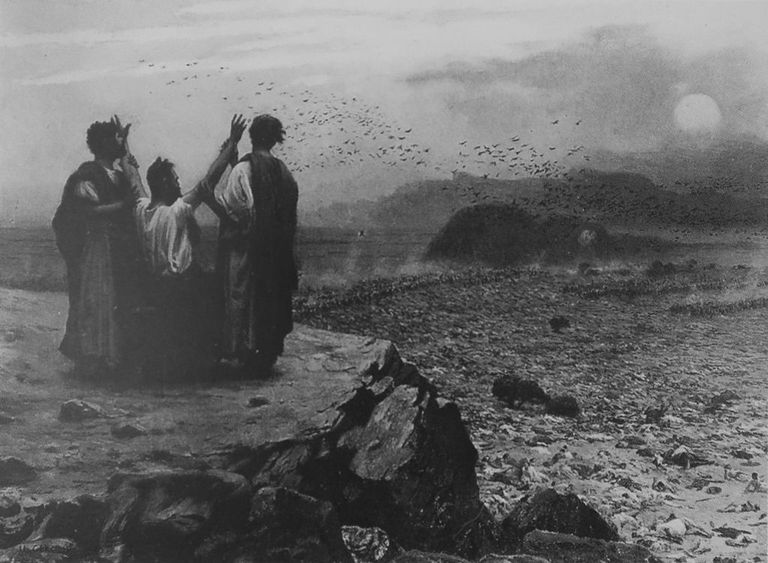
Moïse à la bataille contre les Amalécites par Jean-Léon Gérôme.

Les Amalécites sont une tribu de nomades édomites mentionnée dans la Bible, descendants d'Amalek et qui occupaient un territoire correspondant au sud de la Judée, entre l'Idumée et le désert du Sinaï, en Égypte.
Selon la Bible, ils furent toujours acharnés contre les Hébreux, qui à leur tour les regardaient comme une race maudite. Dieu ordonna à Saül de les exterminer. Ce roi leur déclara la guerre et les défit. Mais, contre la défense de Dieu, il pardonna à Agag, leur roi : cette désobéissance lui fit perdre sa couronne, qui fut transférée à David.
Par la suite, selon le livre d'Esther, les exilés du premier Temple auront à pâtir des volontés génocidaires d'Haman, fils de Hamedata, descendant d'Agag, roi des Amalécites.
Dans le judaïsme, les Amalécites représentent l'ennemi archétypal des Juifs. Amalek, leur chef, est cité dans le Deutéronome : « Souviens-toi de ce que te fit Amalek pendant le voyage lors de votre sortie d'Égypte » (Deutéronome 25:17) ; « Quand donc l'éternel ton Dieu, t'aura délivré de tous les ennemis qui t'entourent, et qu'il t'aura assuré la sécurité dans le pays qu'il te donne en héritage pour que tu en prennes possession, tu effaceras la mémoire d'Amalek, de dessous le ciel. Ne l'oublie pas » (Deutéronome 27:19).

## Dans la culture
Le Conte de la Ville de Cuivre, des Mille et Une Nuits, fait découvrir à des voyageurs une cité jadis dirigée par une fille du roi des Amalécites. 

## Source
Marie-Nicolas Bouillet  et Alexis Chassang (dir.), « Amalécites » dans Dictionnaire universel d’histoire et de géographie, 1878 (lire sur Wikisource)